# Quý ông trở lại
Quý ông trở lại  (Please Come Back, Mister, Hangul: 돌아와 요 아저씨; Romaja quốc ngữ: Dorawayo Ajeossi) là một bộ phim truyền hình Hàn Quốc với sự tham gia diễn xuất của Rain, Oh Yeon-seo, Kim In-kwon, Kim Su-ro, Lee Min-jung, Lee Ha-nui, Chon Won-young và Yoon Park, dựa trên một cuốn tiểu thuyết của Nhật Bản xuất bản năm 2002, Mr. Tsubakiyama's Seven Days bởi Jirō Asada. Phim lên sóng trên Hệ thống Phát sóng Seoul từ ngày 24 tháng 2 đến ngày 14 tháng 4 năm 2016 vào thứ Tư và thứ Năm vào khung giờ 21:55 với 16 tập phim.

## Tóm tắt
Kim Young-soo (Kim In-kwon) là một Trưởng ban kế toán trong khu quần áo dành cho phụ nữ ở cửa hàng bách hóa Sunjin. Anh và vợ anh là Shin Da-hye (Lee Min-jung) không hợp nhau bởi vì anh làm việc trong nhiều giờ và khiến anh quên đi nhà mình. Trong một trong những ca quá giờ, anh đột nhiên rơi xuống từ một mái nhà và qua đời. Công ty của anh viết giấy về cái chết của anh và nói rằng anh tự tử để tránh bị nhận sự mắng mỏ bởi bắt anh làm việc quá sức.
Han Gi-tak (Kim Su-ro) là một tên cướp trước từng làm ở một nhà hàng. Anh yêu nữ diễn viên Song Yi-yeon (Lee Ha-nui) trong rất nhiều năm, nhưng cô luôn để khoảng cách với anh bởi vì lối sống của anh. Chồng cũ của cô, Cha Jae-gook (Choi Won-young) đã tạo một scandal để ép cô đưa anh con của họ, và đe dọa Yi-yeon bằng điều đó. Khi Gi-tak chấp nhận, anh tạo một vụ tai nạn ô tô và qua đời đúng thời gian với Young-soo.
Young-soo và Gi-tak gặp nhau ở kiếp sau, nhưng họ cảm thấy họ cần quay lại: Young-soo giảng hòa với vợ mình và chứng minh cái chết của anh không phải là một vụ tự tử, và Gi-tak bảo vệ Yi-yeon. Họ có 2 tháng và trở về thế gian trong hình dáng mới: Yoong-soo thành Lee Hae-joon (Rain), một người đàn ông đẹp trai; và Gi-tak thành Han Hong-nan (Oh Yeon-seo), một người phụ nữ đáng yêu. Họ có một 3 điều luật:
1, Họ không được lộ danh tính thật sự
2. Trả thù là ngăn cấm
3. Họ không thể thu hút người khác
Nếu trong những điều này bị phá vỡ, sự thật trong họ sẽ bị lộ và sẽ biến mất.

## Diễn viên

### Diễn viên chính
- Rain trong vai Lee Hae-joon/Kim Young-soo: Một người đàn ông đẹp trai. Kim Young-soo đầu thai vào hình dáng mới là Lee Hae-joon.
- Oh Yeon-seo trong vai Han Hong-nan/Han Gi-tak: Một người phụ nữ đáng yêu. Han Gi-tak đầu thai vào hình dáng mới là Han Hong-nan, tạm trở thành thân phận em gái của Han Gi-tak.
- Kim In-kwon trong vai Kim Young-soo: Chồng của Shin Da-hye. Trưởng ban kế toán ở một khu quần áo ở cửa hàng bách hóa Sunjin. Sau khi anh mất, anh đầu thai vào Lee Hae-joon
- Kim Su-ro trong vai Han Gi-tak: Người anh trai của Han Hong-nan Một kẻ cướp từng làm ở một nhà hàng. Anh yêu nữ diễn viên Song Yi-yeon. Sau khi anh mất, anh đầu thai vào Han Hong-nan.
- Lee Min-jung trong vai Shin Da-hye: Vợ của Kim Young-soo. Bạn gái cũ của Jung Ji-hoon. Sau khi chồng cô mất, cô làm việc thành nhân viên ở cửa hàng bách hóa Sụnin. Cô chính là Han Hong-nan thật bị thất lạc.
- Lee Ha-nui trong vai Song Yi-yeon: Nữ diễn viên nổi tiếng. Người mà Han Gi-tak yêu
- Yoon Park trong vai Jung Ji-hoon: Bạn trai cũ của Shin Da-hye. Làm việc dưới chức Kim Young-soo. Sau khi Kim Young-soo mất, anh nhận chức Trưởng phòng kế toán ở cửa hàng bách hóa Sunjin.
- Choi Won-young trong vai Cha Jae-guk: Giám đốc của cửa hàng bách hóa Sunjin và bị sa thải khi đang làm chức giám đốc ở tập 15.
- Lee Tae-Hwan trong vai Choi Seung-jae: Bạn của Han Gi-tak, cũng là một kẻ cướp.

### Nhân vật phụ
- Kwak Dong-yeon trong vai Han Gi-tak hồi trẻ
- Park In-kwan trong vai Kim Noh-gap (bố của Kim Young soo)
- Lee Re trong Kim Han-na

Con gái của Kim Young-soo và Shin Da-hye.
- Oh Dae-kwan trong vai Na Seok-cheol

Kẻ thù không đội trời chung của Han Gi-tak
- Kang Ji-young trong vai Jegal Gil

Đồng nghiệp của Han Gi-tak ở nhà hàng của anh
- Ra Mi-ran trong vai Maya

Một nhân viên làm ở Trung tâm Re-Life, người luôn kiểm soát và theo dõi hành động của Lee Hae-joon và Han Hong-nan.
- Yoon Joo-sang trong vai trưởng ga

Trưởng ga của Trung tâm Re-Life
- Go In-bum trong vai Jang Jin-gô

Một giám đốc luôn tìm cách để Han Gi-tak yêu Na Seok-cheol. 
- Ahn Suk-hwan trong vai Cha Hoe-jang

Giám đốc tập đoàn Sunjin
- Oh Na-ra trong vai Thư ký Wang/X (Điệp viên chưa rõ danh tính)

Một thư ký và người phiên dịch cho giám đốc tập đoàn Sunjin
- Park Min-woo trong vai Yoo Hyuk

Một người mẫu được Cha Jae-guk sử dụng để kéo theo scandal của Yi-yeon
- Ryu Hwa-young trong vai Wang Joo-yeon
- Lee Moon-sik trong vai Phi công

Một phi công đưa Lee Hae-joon thật (khi chưa bị Kim Young-soo đầu thai) nhưng không may bị đâm vào máy bay khác và tìm thấy sống sót ở một hòn đảo riêng biệt.
- Park Chul-min trong vai Ma Sang-sik + Choi Seung Jae vệ sĩ của Song Yi Yeon

## Sản xuất
Bản thoại lần đầu tiên được lên sóng vào buổi chiều ngày 22 tháng 12 năm 2015 ở Seoul, Hàn Quốc.

## Bài hát nguyên mẫu trong phim

### Please Come Back, Mister OST phần 1
| STT | Bài hát         | Ca sĩ           | Độ dài |
| --- | --------------- | --------------- | ------ |
| 1.  | "Again"         | Noel (ban nhạc) | 4:57   |
| 2.  | "Again" (Inst.) | Noel (ban nhạc) | 4:57   |

### Please Come Back, Mister OST phần 2
Danh sách bài hát:
| STT | Bài hát      | Ca sĩ     | Độ dài |
| --- | ------------ | --------- | ------ |
| 1.  | "Feel Alive" | Topp Dogg | 2:28   |
| 2.  | "Feel Alive" | Topp Dogg | 2:28   |

### Please Come Back, Mister OST phần 3
Danh sách bài hát
| STT | Bài hát              | Ca sĩ       | Độ dài |
| --- | -------------------- | ----------- | ------ |
| 1.  | "Moon Light"         | Son Hoyoung | 4:25   |
| 2.  | "Moon Light" (Inst.) | Son Hoyoung | 4:25   |

### Please Come Back, Mister OST phần 4
Danh sách bài hát
| STT | Bài hát             | Ca sĩ | Độ dài |
| --- | ------------------- | ----- | ------ |
| 1.  | "Because It's Love" | Ailee | 3:08   |
| 2.  | "Because It's Love" | Ailee | 3:08   |

### Please Come Back, Mister OST phần 5
Danh sách bài hát
| STT | Bài hát                 | Ca sĩ    | Độ dài |
| --- | ----------------------- | -------- | ------ |
| 1.  | "Close My Eyes"         | Lee Hyun | 3:55   |
| 2.  | "Close My Eyes" (Inst.) | Lee Hyun | 3:55   |

### Please Come Back, Mister OST phần 6
| STT | Bài hát                   | Ca sĩ              | Độ dài |
| --- | ------------------------- | ------------------ | ------ |
| 1.  | "Sadness of Love"         | Na Yoon Kwon       | 4:25   |
| 2.  | "Back Then"               | Hojoon (Topp Dogg) | 3:53   |
| 3.  | "Sadness of Love" (Inst.) | Na Yoon Kwon       | 4:25   |
| 4.  | "Back Then" (Inst.)       | Hojoon (Topp Dogg) | 3:53   |

### Please Come Back, Mister OST phần 7
Danh sách bài hát
| STT | Bài hát         | Ca sĩ                         | Độ dài |
| --- | --------------- | ----------------------------- | ------ |
| 1.  | "X-Out"         | Ryu Ji Hyun                   | 3:46   |
| 2.  | "You"           | Sang Do & Ho Joon (Topp Dogg) | 3:34   |
| 3.  | "X-Out" (Inst.) | Ryu Ji Hyun                   | 3:46   |
| 4.  | "You" (Inst.)   | Sang Do & Ho Joon (Topp Dogg) | 3:34   |

## Phần kết
Phần kết của bộ phim biểu diễn cuộc đời của Lee Hae-joon thật (khi chưa bị Lee Hae-joon đầu thai) và phi công của anh sống sót ở một hòn đảo riêng biệt và Lee Hae-joon muốn bay về Seoul vì có một đối tác quan trọng nhưng không may bị đâm vào một máy bay khác. Phần kết được chiếu vào tập 3, 4, 7, 9, 10, 11, 12, 14 và tập cuối là 15.

## Bình chọn
Trong bảng phía dưới, số có màu xanh biểu thị bình chọn thấp nhất và số có màu đỏ biểu thị bình chọn cao nhất
| Tập        | Lịch chiếu               | Trung bình lượng khán giả chia sẻ | Trung bình lượng khán giả chia sẻ | Trung bình lượng khán giả chia sẻ | Trung bình lượng khán giả chia sẻ |
| Tập        | Lịch chiếu               | Bình chọn TNMS                    | Bình chọn TNMS                    | AGB Nielsen                       | AGB Nielsen                       |
| Tập        | Lịch chiếu               | Cả nước                           | Vùng thủ đô Seoul                 | Cả nước                           | Vùng thủ đô Seoul                 |
| ---------- | ------------------------ | --------------------------------- | --------------------------------- | --------------------------------- | --------------------------------- |
| 1          | Ngày 24 tháng 2 năm 2016 | 8.0%                              | 10.5%                             | 6.6%                              | 7.6%                              |
| 2          | Ngày 25 tháng 2 năm 2016 | 9.0%                              | 11.4%                             | 7.6%                              | 8.9%                              |
| 3          | Ngày 2 tháng 3 năm 2016  | 6.2%                              | 8.0%                              | 5.2%                              | 6.0%                              |
| 4          | Ngày 3 tháng 3 năm 2016  | 6.9%                              | 7.8%                              | 5.5%                              | 6.1%                              |
| 5          | Ngày 9 tháng 3 năm 2016  | 5.2%                              | -                                 | 5.2%                              | 5.7%                              |
| 6          | Ngày 10 tháng 3 năm 2016 | 5.9%                              | -                                 | 5.4%                              | 5.9%                              |
| 7          | Ngày 16 tháng 3 năm 2016 | 3.9%                              | 4.5%                              | 4.0%                              | 4.2%                              |
| 8          | Ngày 17 tháng 3 năm 2016 | 4.7%                              | -                                 | 4.0%                              | 4.2%                              |
| 9          | Ngày 23 tháng 3 năm 2016 | 3.1%                              | 3.8%                              | 3.5%                              | 3.8%                              |
| 10         | Ngày 24 tháng 3 năm 2016 | 3.6%                              | 4.4%                              | 4.1%                              | 4.4%                              |
| 11         | Ngày 30 tháng 3 năm 2016 | 2.3%                              | 2.8%                              | 3.3%                              | 3.6%                              |
| 12         | Ngày 31 tháng 3 năm 2016 | 3.7%                              | -                                 | 3.8%                              | -                                 |
| 13         | Ngày 6 tháng 4 năm 2016  | 2.6%                              | -                                 | 2.8%                              | -                                 |
| 14         | Ngày 7 tháng 4 năm 2016  | 3.6%                              | -                                 | 3.2%                              | -                                 |
| 15         | Ngày 14 tháng 4 năm 2016 | 4.5%                              | -                                 | 4.6%                              | -                                 |
| 16         | Ngày 14 tháng 4 năm 2016 | 3.1%                              | -                                 | 2.6%                              | -                                 |
| Trung bình | Trung bình               | 4.8%                              | %                                 | 4.5%                              | %                                 |

## Chiếu trên toàn Thế giới
Phim được chiếu trên kênh truyền hình trả phí ONE ở Malaysia, Singapore và Indonesia với phụ đề địa phương, trong vòng 24 tiếng với lịch chiếu của Hàn Quốc, bắt đầu từ ngày 25 tháng 2 năm 2016 đến ngày 15 tháng 4 năm 2016. Tại Philippines được lên sóng qua kênh ABS-CBN.
Phim được lên sóng miễn phí ở Vùng Đại Los Angeles, qua kênh Asian America, LA 18 KSCI-TV (kênh 18) với phụ đề tiếng Anh, từ thứ Tư đến thứ Năm vào khung giờ 9:15 tối, bắt đầu từ ngày 16 tháng 3 năm 2016.
Tại Việt Nam, phim được phát sóng lần đầu tiên trên kênh HTV3 với phiên bản lồng tiếng Việt lúc 20:55 từ thứ Hai đến thứ Bảy, bắt đầu từ ngày 1 tháng 11 năm 2016.